# هايلي مريام ديسالين
هايلي مريام ديسالين (جعزي: ኃይለማሪያም ደሳለኝ) سياسي أثيوبي شغل منصب وزير الخارجية ونائب رئيس الوزراء منذ 1 سبتمبر 2010، وبعد وفاة رئيس الوزراء ملس زيناوي في 21 أغسطس 2012 صار رئيس وزراء أثيوبيا بالإنابة. وهو أول رئيس حكومة في أثيوبيا من طائفة البروتستانت، وأول حاكم لا ينتمي إلى أمهرة ولا إلى تيغراي.

## الدراسة والتكوين
تلقى ديسيلين تعليمه الأولى في منطقة بولوسو سور حيث نشأ، والتحق بجامعة أديس أبابا وحصل منها عام 1988 على شهادة البكالوريوس في الهندسة المدنية، ثم سافر إلى فنلندا حيث نال شهادة الماجستير في هندسة الصرف الصحي من جامعة تامبيري للتكنولوجيا عام 1992.
كما نال 2006 شهادة ماجستير آداب في القيادة التنظيمية من جامعة أزوسا المحيط الهاديفي ولاية كاليفورنيا بالولايات المتحدة. وهو يتكلم الولايتية والأمهرية والإنجليزية.

## رئاسة الوزراء
إثر وفاة زيناوي في 20 أغسطس 2012، أصبح ديسيلين رئيس الوزراء بالوكالة حتى أدائه اليمين الدستورية رئيسا للوزراء يوم 16 سبتمبر من نفس العام بعد كسبه موافقة قيادة الجبهة الحاكمة، رغم أنه لا ينتمي إلى عرقية التغراي النافذة التي لا تزال حتى اليوم تشكل العمود الفقري لتحالف الجبهة الثورية الديمقراطية.

## الاستقالة
قدم استقالته ديسيلين استقالته من منصبي رئيس الوزراء ورئيس الحزب الحاكم في ١٥ فبراير ٢٠١٨  معللا ذلك إنه ” قرر الاستقالة من كلا الوظيفتين ليكونا جزءا من الجهود الرامية إلي إيحاد حل دائم للوضع الحالي”. تأتي الاستقالة وسط أزمة سياسية واضطرابات تشهدها البلاد منذ فترة طويلة دفعت الحكومة لإطلاق سراح آلاف السجناء لتهدئة التوترات.

## روابط خارجية
- هايلي مريام ديسالين على موقع الموسوعة البريطانية (الإنجليزية)
- هايلي مريام ديسالين على موقع مونزينجر (الألمانية)